# Probieren Sie’s mit einem Jüngeren
Probieren Sie’s mit einem Jüngeren ist ein österreichischer Fernsehfilm aus dem Jahr 2000 von Regisseur Michael Kreihsl nach einem Drehbuch von Elfriede Hammerl mit Senta Berger, Ulrich Reinthaller und Karlheinz Hackl. Erstausstrahlung der Filmkomödie im Ersten und im ORF war am 30. Dezember 2000.

## Handlung
Anna Haslböck ist ein Buchautorin, die unter dem Pseudonym Karina Norden Bücher wie Ich denke an mich: Die Erfolgsstrategie der selbstbewussten Frau veröffentlicht. In ihrem aktuellen Buch Probieren Sie’s mit einem Jüngeren empfiehlt sie ihren Leserinnen einen jüngeren Lebenspartner. Um die Auflage zu steigern engagiert sie zu Werbezwecken den jüngeren Schlagzeuger Nicolas Auer, der gegenüber der Öffentlichkeit ihren Liebhaber spielen soll. 
Nicolas wurde kürzlich von seiner Freundin Lena vor die Tür gesetzt. Lena hatte zuvor das Ratgeber-Buch Ich denke an mich von Karina Norden gelesen und hat bereits einen Neuen, der besser als Vater für ein von ihr gewünschtes Kind geeignet sei. In Wirklichkeit ist Anna seit zehn Jahren die Geliebte des älteren Industriellen Wolf Richter. Der erzählt ihr, dass er seine Frau nicht verlassen kann, weil seine Frau Ilse psychisch labil sei und sich sonst umbringen würde. Nicolas hält das für eine bequeme Ausrede. Anna wirft Nicolas vor, dass Lena ihn hinausgeschmissen hat, weil er ein Nichtsnutz sei und nicht, weil sie eines ihrer Bücher gelesen hat.
Gemeinsam mit ihrer Agentin Margit arbeitet Anna an ihrer eigenen Talkshow. Allerdings wird ein Moderatorenpaar gesucht, Anna möchte jedoch nicht mit Nicolas vor der Kamera stehen. Margit empfiehlt ihr, auf das Angebot einzugehen, um einen Fuß in die Tür zu bekommen. Nach einer gemeinsamen Homestory bittet die Journalistin Martina Schwarz um ein Einzelinterview mit Nicolas, in der Folge beginnen die beiden eine Affäre. Martina fordert allerdings klare Verhältnisse, Anna pocht dagegen auf die Einhaltung des Vertrages mit Nicolas. Sie möchte mit der Trennung warten, bis die eigene Fernsehsendung gut läuft.
Nachdem in der Zeitung berichtet wird, dass Wolf Richter sich zu einer Society-Lady als Liebe seines Lebens bekennt und die beiden heiraten wollen ist Anna am Boden zerstört. Nicolas versucht sie zu trösten. Anna gesteht Ilse Richter schließlich, dass sie zehn Jahre die Geliebte ihres Mannes war. In der Talkshow von Anna und Nicolas sind Ilse und Bodo zu Gast. Dort berichtet Ilse, dass sie seit fast 14 Jahren ein Affäre mit Bodo hatte. Sie habe gedacht, dass es ihren Mann umbringen würde, wenn sie ihn verlässt. Ilse könne sich jetzt öffentlich zu Bodo bekennen, weil sie für ihren Mann eine neue Frau gefunden habe.
Nach der erfolgreichen Sendung entbindet Anna Nicolas von seinen Verpflichtungen. Nicolas hatte Martina aber zwischenzeitlich über die Abmachung zwischen Anna und Nicolas informiert und Martina hatte dies akzeptiert.

## Produktion und Hintergrund
Die fünfwöchigen Dreharbeiten fanden bis zum 12. August 2000 in Wien und Umgebung statt. Drehorte waren unter anderem der Wurstelprater, der Flughafen Schwechat und das Odeon. Produziert wurde der Film von der Epo-Film (Produzent Dieter Pochlatko) im Zusammenarbeit mit KirchMedia und der ARD Degeto, beteiligt war der Österreichische Rundfunk.
Die Kamera führte Oliver Bokelberg, die Montage verantwortete Michou Hutter, die Musik schrieb Lothar Scherpe. Das Kostümbild gestaltete Birgit Hutter, den Ton Heinz K. Ebner und Roman Schwartz und die Maske Alexandra Hutter und Tina Kern. Nach der Komödie Der Hund muß weg war das der zweite Film nach einem Drehbuch von Elfriede Hammerl für den ORF.

## Rezeption
Filmdienst.de bezeichnete die Produktion als „Liebeskomödie, deren forsch auftretende Protagonistin mit Äußerlichkeiten nur die eigene Angst und Unsicherheit kaschieren will“. tvspielfilm.de schrieb, dass sich das klug-charmante Drehbuch von Elfriede Hammerl bei aller Leichtigkeit auch ernstere Szenen traue, die dank Senta Berger bestens gelungen seien.
Rainer Tittelbach vergab auf tittelbach.tv 3,5 von 6 Sternen. Was nach einer Beziehungskomödie um tolle Frauen und lasche Männer klinge, entpuppe sich als bissige Geschlechter-Satire mit einer wie gewohnt spielfreudigen Senta Berger, in der stets alles anders komme, als man sich das zuvor gedacht habe.
Quote
Bei der ORF-Erstausstrahlung im Dezember 2000 erreichte die Produktion 998.000 Zuseher, 40 Prozent nationalen Marktanteil und 14,9 Prozent Reichweite.

## Auszeichnungen
- 2001: Erich-Neuberg-Preis (Michael Kreihsl)[11]